# Nordisk kombination vid olympiska vinterspelen 1988
Resultaten från tävlingarna i nordisk kombination vid olympiska vinterspelen 1988 i Calgary, Kanada. För första gången hölls även en lagtävling i nordisk kombination vid olympiska vinterspelen.

## Herrar

### Individuellt
- 28 februari 1988

| Plac   | Namn                     | Tid      |
| ------ | ------------------------ | -------- |
| Guld   | Hippolyt Kempf (SUI)     | 38.16,8  |
| Silver | Klaus Sulzenbacher (AUT) | + 19,0   |
| Brons  | Allar Levandi (URS)      | + 1.04,3 |
| 4      | Uwe Prenzel (GDR)        | + 1.10,7 |
| 5      | Andreas Schaad (SUI)     | + 1.12,5 |
| 6      | Torbjørn Løkken (NOR)    | + 1.15,5 |
| 7      | Miroslav Kopal (TCH)     | + 1.32,5 |
| 8      | Marco Frank (GDR)        | + 1.48,1 |

Detta var första gången tävlingen använde Gundersens poängsystem och tillät fristil i längdskidåkningen.

### Lag
- 23 februari 1988

| Plac   | Nation                                                             | Tid       |
| ------ | ------------------------------------------------------------------ | --------- |
| Guld   | Västtyskland (Thomas Müller, Hans-Peter Pohl & Hubert Schwarz)     | 1:20.46,0 |
| Silver | Schweiz (Freddy Glanzmann, Hippolyt Kempf & Andreas Schaad)        | + 3,4     |
| Brons  | Österrike (Hansjörg Aschenwald, Günther Csar & Klaus Sulzenbacher) | + 30,9    |
| 4      | Norge (Torbjørn Løkken, Hallstein Bøgseth & Trond-Arne Bredesen)   | + 48,6    |
| 5      | Östtyskland (Thomas Prenzel, Marco Frank & Uwe Prenzel)            | + 2.18,5  |
| 6      | Tjeckoslovakien (Ladislav Patras, Jan Klimko & Miroslav Kopal)     | + 2.57,1  |
| 7      | Finland (Pasi Saapunki, Jouko Parviainen & Jukka Ylipulli)         | + 4.52,3  |
| 8      | Frankrike (Jean Bohard, Xavier Girard, Fabrice Guy)                | + 6.23,4  |